# 马丁·普罗哈兹卡
马丁·普罗哈兹卡（捷克語：Martin Procházka，1972年3月3日—），捷克男子冰球运动员，司职前锋。他曾代表捷克国家队参加1998年冬季奥林匹克运动会冰球比赛，获得一枚金牌。